# Grenay (Passo di Calais)
Grenay è un comune francese di 6 725 abitanti situato nel dipartimento del Passo di Calais nella regione dell'Alta Francia.

## Società

### Evoluzione demografica
Abitanti censiti